# Campeonato Europeo de Patinaje Artístico sobre Hielo de 1892
El II Campeonato Europeo de Patinaje Artístico sobre Hielo se realizó en Viena (en ese momento Imperio austrohúngaro) en enero de 1892. Fue organizado por la Unión Internacional de Patinaje sobre Hielo (ISU) y la Federación Austrohúngara de Patinaje sobre Hielo.

## Resultados

### Masculino
| Puesto | Nombre             | País              |
| ------ | ------------------ | ----------------- |
| Oro    | Eduard Engelmann   | Imperio austríaco |
| Plata  | Tibor von Földváry | Hungría           |
| Bronce | Georg Zachariades  | Imperio austríaco |

## Medallero
| Núm. | País              | Oro | Plata | Bronce | Total |
| ---- | ----------------- | --- | ----- | ------ | ----- |
| 1    | Imperio austríaco | 1   | 0     | 1      | 2     |
| 2    | Hungría           | 0   | 1     | 0      | 1     |
|      | TOTAL             | 1   | 1     | 1      | 3     |